# J.R. Sweezy
J.R. Sweezy (8 aprile 1989) è un ex giocatore di football americano statunitense che ha militato nel ruolo di offensive guard nella National Football League. Al college ha giocato a football a North Carolina State.

## Carriera professionistica

### Seattle Seahawks
Sweezy fu scelto nel corso del settimo giro (225º assoluto) del Draft NFL 2012 dai Seattle Seahawks. Il 7 maggio, il giocatore acconsentì alla proposta contrattuale presentatagli dalla dirigenza dei Seahawks. Debuttò come professionista partendo da titolare nella sconfitta della settimana 1 contro gli Arizona Cardinals. La sua stagione da rookie si concluse con 13 presenze, 3 delle quali come titolare.
Nel 2013 divenne stabilmente titolare, disputando tutte le gare della stagione regolare tranne una. Il 2 febbraio 2014, nel Super Bowl XLVIII contro i Denver Broncos, Sweezy partì come titolare, in una gara che Seattle dominò sin dall'inizio, laureandosi campione NFL.
Nel 2014, Sweezy disputò per la prima volta tutte le 16 partite della stagione regolare come titolare, tornando al Super Bowl, perso contro i New England Patriots. L'anno seguente giocò ancora tutte le gare come titolare, tranne l'ultima, saltata per infortunio.

### Tampa Bay Buccaneers
Divenuto free agent, il 9 marzo 2016 Sweezy firmò con i Tampa Bay Buccaneers. Con essi disputò due stagioni prima di venire svincolato.

### Ritorno ai Seahawks
Il 1º agosto 2018, Sweezy firmò per fare ritorno ai Seattle Seahawks. Con essi disputò 15 partite, tutte come titolare.

### Arizona Cardinals
Il 5 marzo 2019, Sweezy firmò un contratto biennale con gli Arizona Cardinals.

## Palmarès

### Franchigia
- Super Bowl : 1

Seattle Seahawks: Super Bowl XLVIII
- National Football Conference Championship: 2

Seattle Seahawks: 2013, 2014